# ICar

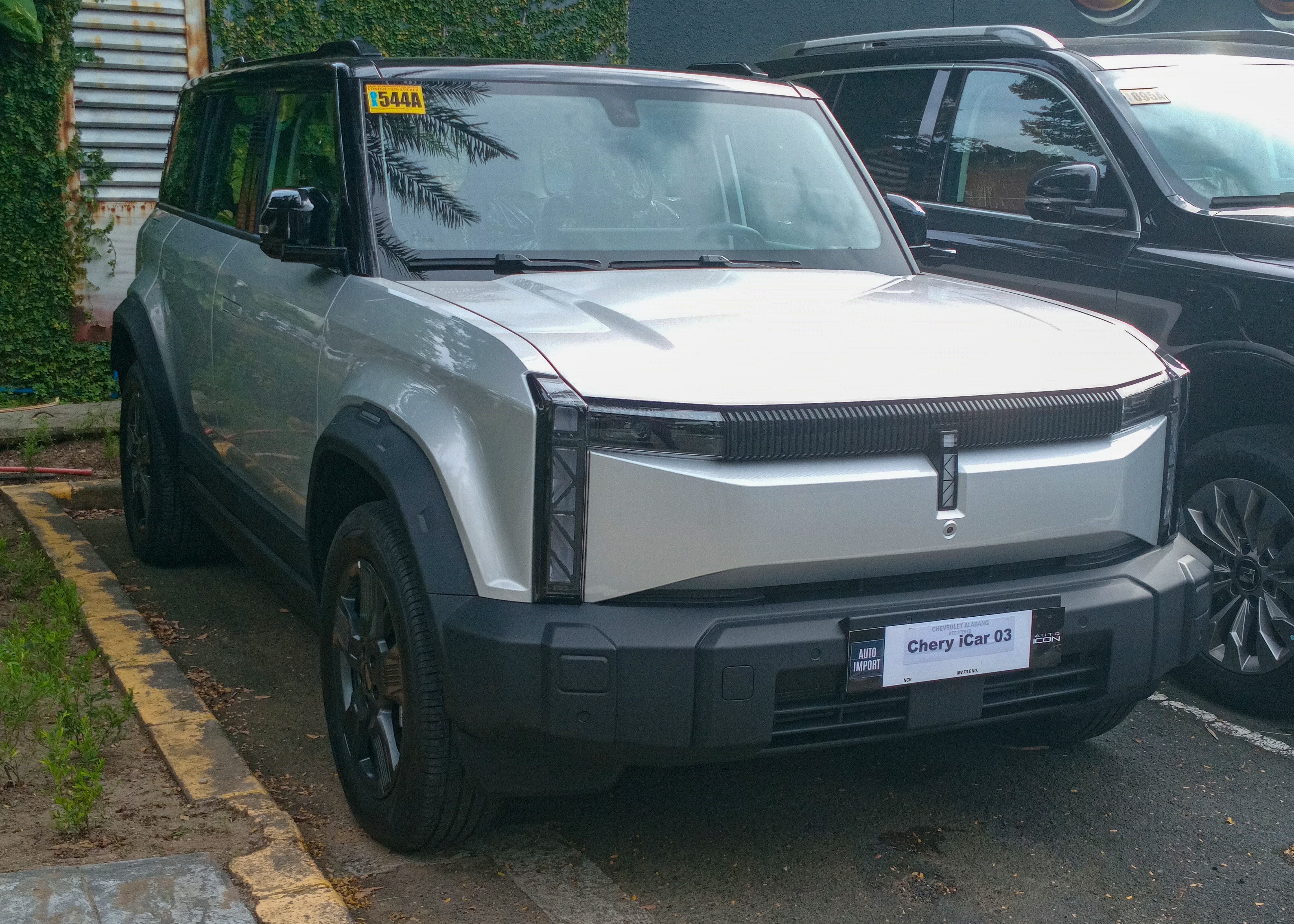
iCar 03 (2023)

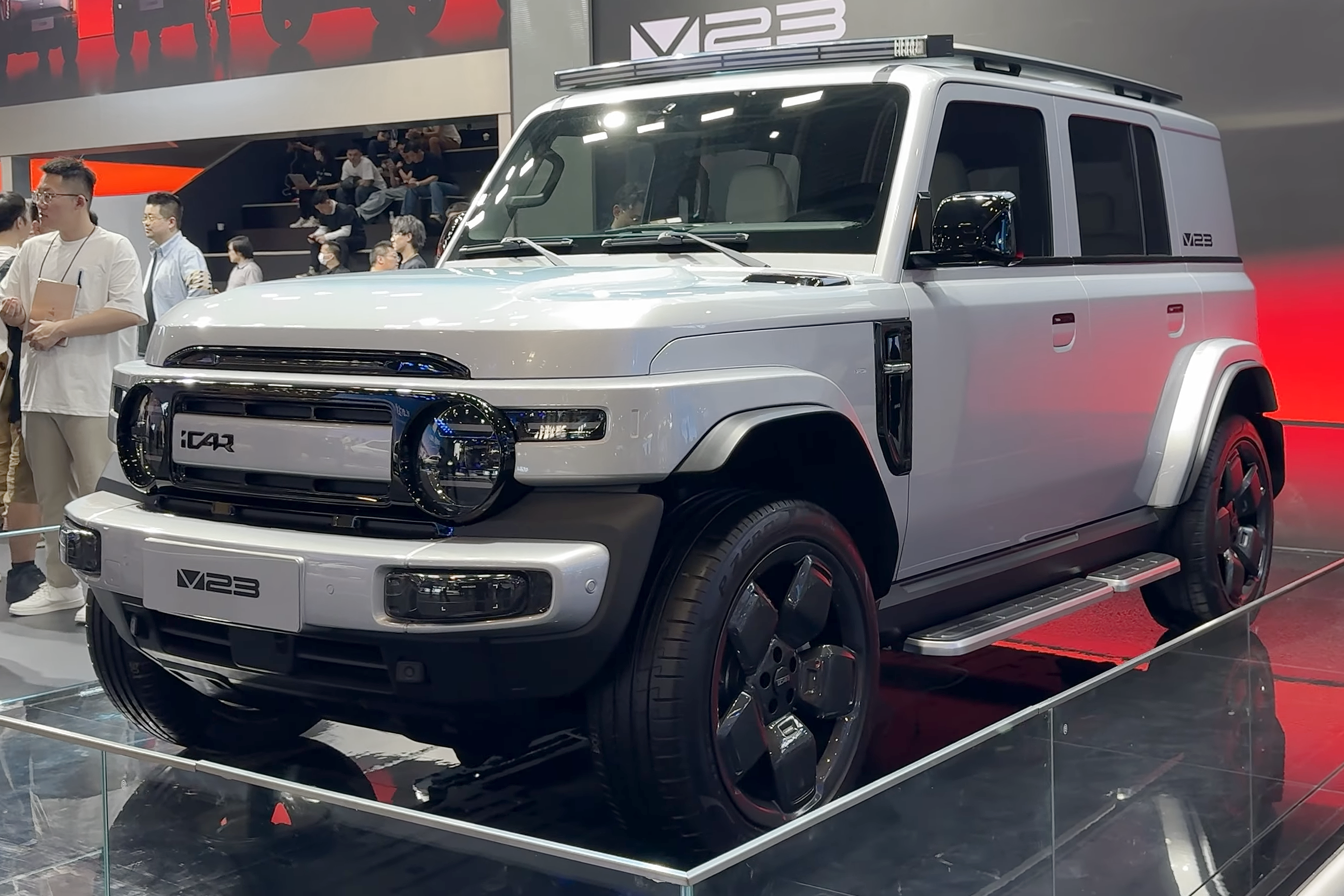
iCar V23 (2024)

iCar (chiń. upr. 爱咖) – chiński producent elektrycznych samochodów osobowych, z siedzibą w Wuhu, działający od 2023 roku. Należy do chińskiego koncernu Chery Automobile.

## Historia
Nazwa "iCar" pierwotnie była użytkowana przez Chery kilkukrotnie już w drugiej dekadzie XXI wieku, m.in. dla modelu taniego pickupa marki Karry, platformy na której oparto sedana Arrizo 7 czy systemu serwisowego dla samochodów elektrycznych Chery New Energy. Ostatecznie, w kwietniu 2023 roku podczas międzynarodowych targów samochodowych w Szanghaju iCar zadebiutował jako odrębna, nowa marka niewielkich, awangardowo stylizowanych samochodów elektrycznych w ramach koncernu Chery Automobile. Profil nowej filii został określony jako skierowany do młodych mieszkańców chińskich metropolii, chcąc wyróżnić swoje samochody m.in. specyficznym wzornictwem. Pierwszym seryjnym produktem filii został kompaktowy crossover iCar 03, a równolegle z nim przedstawiono jeszcze demonstracyjne studium elektrycznego roadstera iCar GT. Przedsprzedaż 03 rozpoczęła się na rodzimym rynku chińskim w listopadzie 2023, a oficjalny debiut rynkowy nowej marki zainaugorowano w lutym 2024 roku. 
Choć marka iCar zachowała lokalny charakter, tak model 03 w maju 2024 zadebiutował także w specyfikacji na rynki eksportowe pod siostrzaną marką Jaecoo jako Jaecoo J6. W międzyczasie, w kwietniu tego samego roku swoją premierę miały kolejne dwa modele zwiastujące poszerzenie przyszłej gamy iCar. Równolegle na międzynarodowych targach w Pekinie zadebiutował przedprodukcyjny, niewielki SUV V23 wraz z prototypem X25 będącym wariacją na temat minivana i SUV-a. Seryjne V23 trafiło do sprzedaży na rynku chińskim jesienią 2024, wbrew wcześniejszym spekulacjom nie mając nic wspólnego z motoryzacyjnym przedsięwzięciem Xiaomi Automobile.

## Modele samochodów

### Obecnie produkowane
- V23
- 03

### Studyjne
- iCar GT (2023)
- iCar X25 (2024)
- iCar V23P (2025)